# Tordyliopsis
Tordyliopsis es un género monotípico de planta herbácea perteneciente a la familia Apiaceae. Su única especie es: Tordyliopsis brunonis.

## Descripción
Son plantas herbáceas que alcanzan un tamaño de 20-60 cm de altgura. Pecíolos basales de 10-25 cm; foliolos 5-9, oblongo-ovados de, 2-3,5 x 1,5-3 cm, sésiles, de base redondeada, el margen irregularmente aserrado, ápice agudo, suavemente pubescentes abaxialmente. Umbelas de 4-6 cm de diámetro; rayos 4-10, 1,5-3 cm, densamente pubescentes en voz baja; brácteas 4-6, lanceolado-acuminadas, 15-30 × 2-5 mm; umbelulas 1.5-2 cm de ancho, brácteas similares a las brácteas , desbordamiento flores. Pétalos radiantes exteriores de 7 × 4 mm. Estilos de 3-4 mm. Fruto 6-7 × 5-6 mm, alas de 1 mm. Fl. Julio-agosto, fr. Agosto-septiembre.

## Distribución y hábitat
Se encuentra en hábitat subalpino húmedo con matorral enano, entre arbustos y rocas, a una altitud de 4200-4300 metros en Xizang, Bhután, Nepal y Sikkim.

## Taxonomía
Tordyliopsis brunonis fue descrita por Augustin Pyrame de Candolle y publicado en Prodromus Systematis Naturalis Regni Vegetabilis 4: 199. 1830.
Sinonimia
- Heracleum brunonis (DC.) C.B. Clarke	.[3]